# Clause exorbitante du droit commun
En droit français, il existe une distinction entre le droit privé (rapport des particuliers entre eux) et le droit public (rapport avec au moins une personne publique). Le droit privé suppose la compétence de l'ordre judiciaire tandis que le droit public suppose la compétence de l'ordre administratif. 
De ces deux ordres découle une distinction entre les contrats de droit privé (ou de droit commun) et les contrats administratifs, qui par leur nature, sont exorbitants du droit commun. 
Afin de qualifier un contrat comme étant de nature administrative, il convient d'appliquer différents critères : 
- La qualification légale du contrat
- La qualification jurisprudentielle du contrat

La clause exorbitante du droit commun est un des trois critères jurisprudentiels de détermination de la nature du contrat. 
Elle se définit comme "une clause qui, notamment par les prérogatives reconnues à la personne publique contractante dans l'exécution du contrat, implique, dans l'intérêt général, qu'il relève du régime exorbitant des contrats administratifs", si elle est au profit d'une personne publique.
Les clauses exorbitantes du droit commun sont souvent classées dans les catégories suivantes :
- clauses  dérogatoires car impossibles ou illicites dans les contrats de droit commun, en particulier parce que potestatives
- clauses portant la marque du contenu ou du but de droit public
- clauses caractérisant l'existence de prérogatives de puissance publique
- clauses résultant de références inscrites par les parties dans le contrat

Une définition de la notion de clause exorbitante du droit commun peut être recherchée en fonction d'une caractéristique qui est la stipulation dans l'intérêt général. Il en est ainsi d'une clause de résiliation unilatérale pour motif d'intérêt général ou de pouvoirs de contrôle par la personne publique.
La théorie de la clause exorbitante de droit commun est issue de l'arrêt du Conseil d'Etat "Société des Granits porphyroïdes des Vosges" en date du 31 juillet 1912 . En l'espèce, la ville de Lille avait commandé des pavés pour la voirie à la société et un litige entre les deux s'était élevé. Léon Blum, commissaire de gouvernement, déclara que ces pavés étaient fournis au service de la voirie, un service public de la ville de Lille. Le Conseil d'Etat a donc mis en place cette condition de la clause exorbitante du droit commun pour pouvoir qualifier un contrat d'administratif et pouvoir se révéler compétent dans le litige.  
Désormais, est une clause exorbitante de droit commun  